# Вандевеге, Коко
Коко Ва́ндевеге (англ. Coco Vandeweghe; род. 6 декабря 1991 года в Нью-Йорке, США) — американская теннисистка фламандского происхождения; победительница одного турнира Большого шлема в парном разряде (Открытый чемпионат США-2018); победительница шести турниров WTA (два из них в одиночном разряде); победительница Кубка Федерации (2017) и финалистка (2009) в составе национальной сборной США.

## Общая информация
Коко из спортивной семьи: её мама (Тона) выступала за сборную США по плаванию на летней Олимпиаде-1976 и летней Олимпиаде-1984; её дедушка (Эрни) играл за «Нью-Йорк Никс» в 1950-е годы; её дядя (Кики) играл в баскетбол за Калифорнийский университет, позже являлся генеральным менеджером команды НБА Денвер Наггетс; её дядя Брук занимался пляжным волейболом, а тётя Хитер была игроком в поло. У Коко также есть два брата — Бо и Краш, и сестра — Хонни.
Теннисом впервые стала заниматься в 11 лет, вместе со старшим братом Бо. Первые тренеры — Гай и Гарри Фрицы. На корте предпочитает действовать по всей площадке; обладает мощной подачей. Среди сильных сторон также выделяются умения использовать укороченные удары и вовремя выходить к сетке. Любимым покрытием считает хард.

## Спортивная карьера

### Начало карьеры

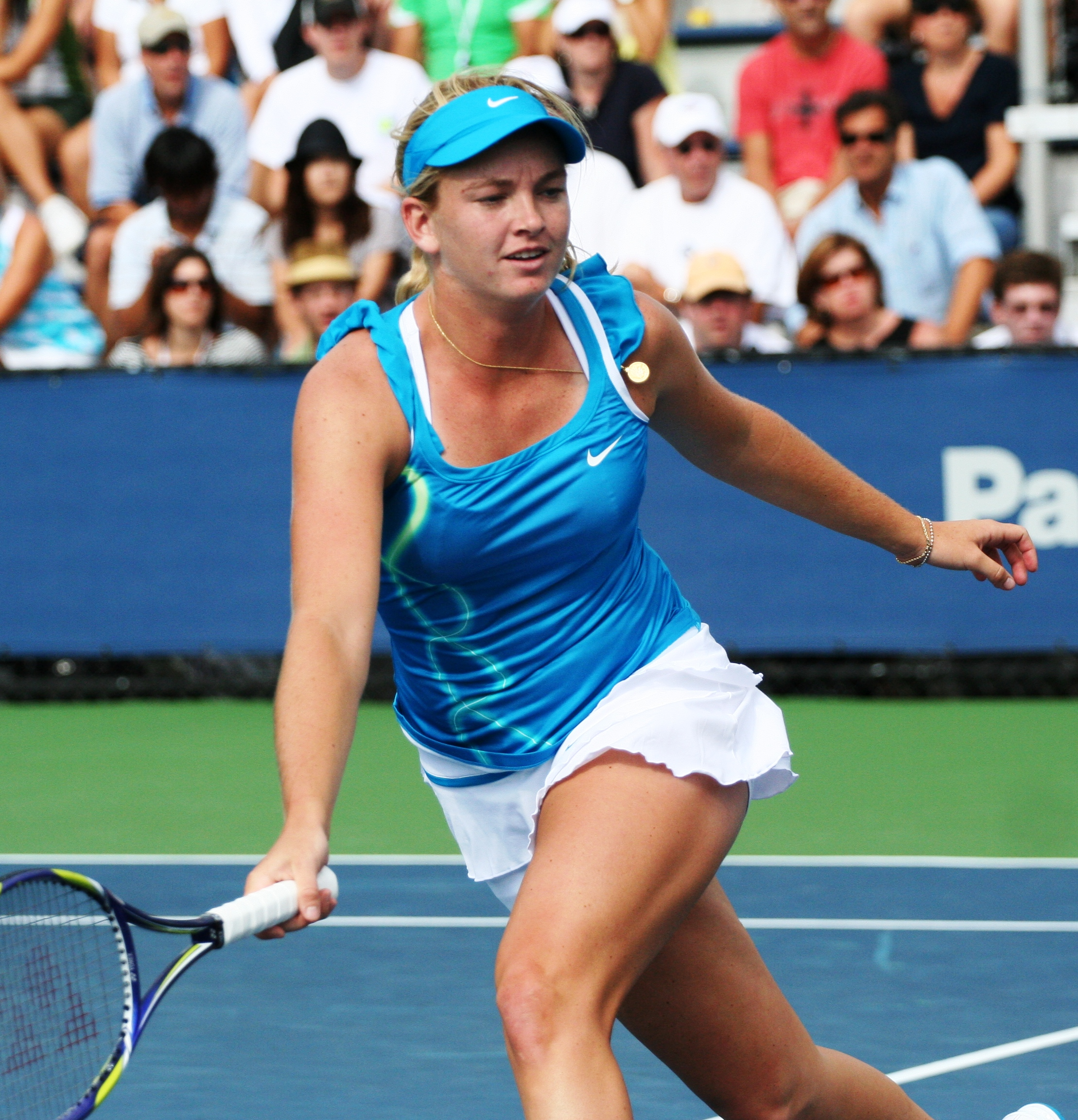
Вандевеге на Открытом чемпионате США 2010 года

Уже в 2006 году в возрасте 14 лет в июле 2006 года Вандевеге сыграла на соревнованиях WTA-тура, получив Уайлд-кард на турнир в Сан-Диего. В первом своём профессиональном матче она проигрывает представительнице Украины Катерине Бондаренко 4-6, 2-6. на следующий год её вновь приглашают на турнир в Сан-Диего, где она вновь проиграла свой стартовый матч, на этот раз Елене Бовиной. В марте 2008 года Коко сыграла на турнире 1-й категории в Майами. В августе она сыграла на дебютном во взрослой карьере турнире из серии Большого шлема, Открытом чемпионате США. Американская теннисистка в первом раунде проигрывает Елене Янкович 3-6, 1-6. В ходе розыгрыша того турнира 16-летняя Вандевеге приняла участие и в юниорских соревнованиях и смогла выиграть одиночные соревнования среди девушек. в августе 2009 года на турнире в Лос-Анджелесе она впервые выигрывает одиночный матч на основных турнирах ассоциации, обыграв в первом раунде Татьяну Гарбин, но в следующем раунде выбывает, проиграв другой итальянке Флавии Пеннетте.
В январе 2010 года Коко сыграла на Открытом чемпионате Австралии и проиграла на старте чешке Сандре Заглавовой. В мае того же года она выигрывает первый турнир из серии ITF, который проходил в Карсоне и имел призовой фонд в размере 50 000 долларов. В июне она прибавляет к этому победу на 25-тысячнике ITF в Эль-Пасо. В августе на турнире в Сан-Диего Вандевеге через квалификацию проходит в основные соревнования, где она смогла обыграть Хиселу Дулко и Веру Звонарёву и пройти в четвертьфинал. На этой стадии она проиграла Светлане Кузнецовой 5-7, 2-6. На Открытом чемпионате США американка проигрывает в первом раунде представительнице Германии Сабине Лисицки. Успешно для себя Коко сыграла на турнире в Токио, который проходил в сентябре. Отобравшись туда через квалификацию, она смогла переиграть в основной сетке трёх соперниц: Клару Закопалову, Араван Резаи и Юлию Гёргес и таким образом пройти в четвертьфинал. Здесь она не смогла оказать должного сопротивления Виктории Азаренко и выбыла с турнира. В конце сезона Вандевеге дебютирует за Сборную США в розыгрыше Кубка Федерации и сразу это пришлось на финальный матч 2010 года против Сборную Италии. У Коко не получилось помочь своей команде, и она проиграла обе одиночные встречи и по итогу итальянки взяли Кубок, обыграв американок со счётом 3-1.

### 2011—2014 (первый титул WTA)

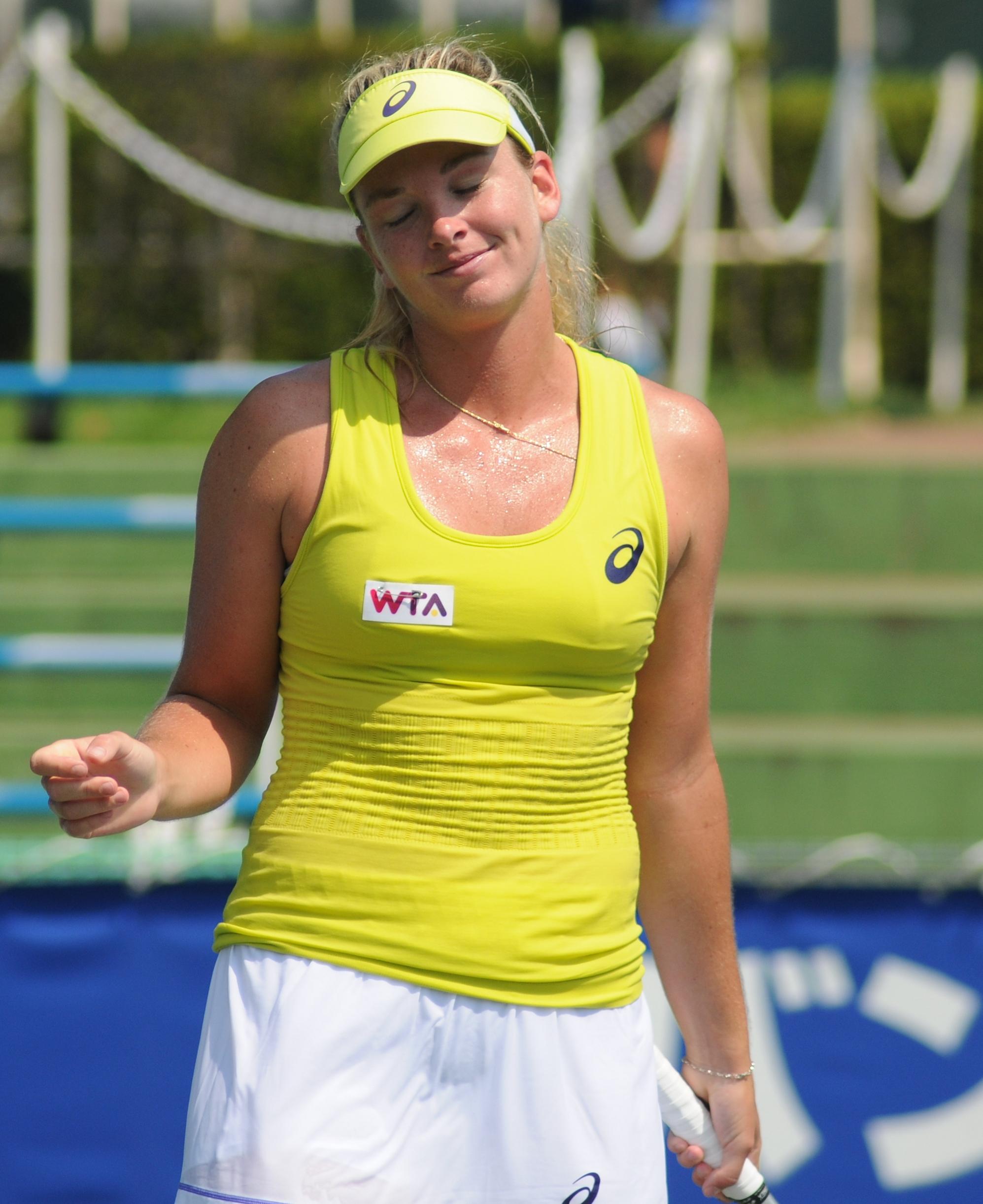
Вандевеге на турнире в Токио 2014 года

В январе 2011 года Вандевеге через три раунда квалификации проходит на австралийский чемпионат, но уже в основной сетке проигрывает стартовый матч Ализе Корне. В феврале она выходит в 1/4 финала на турнире в Мемфисе. Этот результат позволил Коко впервые попасть в первую сотню мирового рейтинга. На Открытом чемпионате Франции в первом раунде американка проигрывает Марии Кириленко, а на Уимблдоне Элени Данилиду. На Открытом чемпионате США она уже выходит во второй раунд, где уступает Саманте Стосур.
Концовку сезона 2011 года и первую половину 2012 года Вандевеге не может занести себе в актив и из-за низкого рейтинга она часто не попадает на основные турниры ассоциации. Некоторый перелом происходит в июне 2012 года, когда она смогла выйти в финал 75-тысячника ITF в Ноттингеме. Затем она отбирается на Уимблдонский турнир, где проигрывает на старте Саре Эррани. В июле в качестве Лаки-Лузера Вандевеге приняла участие в турнире в Станфорде. Она смогла выступить отлично и вышла в дебютный финал WTA. По ходу турнира она обыграла таких теннисисток, как: Мелинда Цинк, Елена Янкович, Уршуля Радваньская и Янина Викмайер. В финале она сразилась со знаменитой теннисисткой Сереной Уильямс и уступила фаворитке турнира со счётом 5-7 3-6. На турнире в Вашингтоне Коко выходит в четвертьфинал. На Открытом чемпионате США она вновь сыграла с Сереной Уильямс в матче первого раунда и на этот раз проиграла практически без шансов на успех (1-6, 1-6). После этого Вандевеге сыграла до конца сезона лишь один матч и закончила год впервые в Топ-100 (на 95-м месте).
На Австралийском чемпионате 2013 года Вандевеге проигрывает в первом раунде Соране Кирстя. Вплоть до Ролан Гаррос она не может преодолеть начальные раунды, а на самом Открытом чемпионате Франции выбыла в первом, проиграв Ярославе Шведовой. На Уимблдоне ей также не везёт и на старте она попадает на Петру Квитову и терпит поражение, несмотря на выигрыш второго сета — 1-6, 7-5, 4-6. На Открытый чемпионат США ей уже приходится пробиваться через квалификацию, что ей и удалось. В основной сетке она смогла пройти только во второй раунд. Остаток сезона Коко играет в основном на турнирах ITF. Ей удалось дважды выйти в финал в одиночках и трижды победить на турнирах в парах.
Старт сезона 2014 года складывается для Вандевеге неудачно. Первого хорошего результата она добивается в марте на турнире серии «премьер» в Майами. Пройдя два раунда квалификации, Коко смогла в основных соревнованиях обыграть Марину Эракович, Анастасию Павлюченкову и Саманту Стосур. Выйдя в четвёртый раунд, она встретилась с Сереной Уильямс и вновь ей проиграла. На Открытом чемпионате Франции Вандевеге во втором раунде проиграла россиянке Екатерине Макаровой. В преддверии Уимблдона ей удалось выиграть первый титул WTA. Происходит это событие на травяном турнире в Хертогенбосе, где в финале она выиграла у Чжэн Цзе 6-2, 6-4, а турнир начала, в отличие от своих соперниц, с прохождения квалификации. В рейтинге она поднялась, благодаря этой победе на 51-е место. На Уимблдонском турнире она смогла выиграть только один матч и во втором раунде проигрывает Терезе Смитковой.
В августе 2014 года турнир в Монреале Вандевеге начинает с квалификации, но это не помешало ей выйти обыграть Чжан Шуай, Ану Иванович, Елену Янкович и выйти в четвертьфинал, где на её пути становится Екатерина Макарова. На Открытом чемпионате США Коко во втором раунде проиграла Карле Суарес Наварро. По итогам сезона она серьёзно продвинулась в рейтинге и заняла 40-е место.

### 2015—2016 (второй одиночный титул WTA и 1/4 на Уимблдоне)

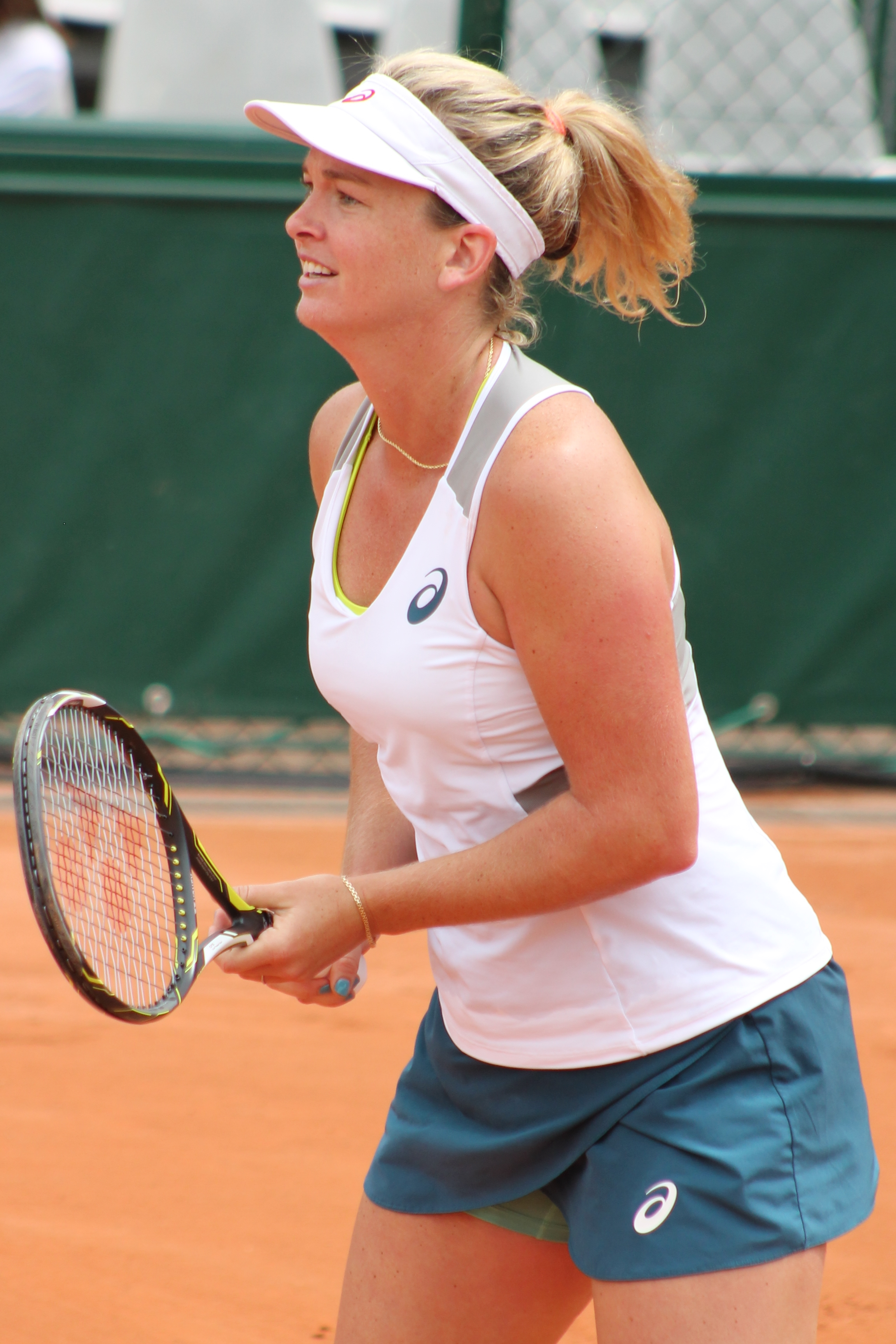
Вандевеге на Открытом чемпионате Франции 2016 года

На старте сезона 2015 года Вандевеге выходит в 1/4 финала турнира в Окленде. На Открытом чемпионате Австралии, обыграв Франческу Скьявоне и Саманту Стосур, она впервые смогла преодолеть стадию второго раунда на турнирах Большого шлема и его новым результатом становится выход в третий раунд. грунтовая часть сезона складывается для американки неудачно и на Открытом чемпионате Франции она выбыла уже в первом раунде. В июне на турнире в Хертогенбосе она не защищает свой прошлогодний титул, но выходит в четвертьфинал. Неплохо для Вандевеге завершается Уимблдонский турнир, в ходе розыгрыша которого она впервые в карьере выходит в четвертьфинал Большого шлема. Ею были переиграны: Анна Каролина Шмидлова, Каролина Плишкова, Саманта Стосур и Луция Шафаржова. В четвертьфинале Вандевеге проигрывает Марии Шараповой 3-6, 7-6(3), 2-6. На Открытом чемпионате США она во втором раунде проиграла соотечественнице Бетани Маттек-Сандс. В женских парных соревнованиях ей удается совместно с Анной-Леной Грёнефельд дойти до полуфинала. Осенью главным достижением для Коко стал выход в четвертьфинал турнира в Ухане.
На Открытом чемпионате Австралии 2016 года Вандевеге в первом раунде уступает соотечественнице Мэдисон Бренгл. В женских парных соревнованиях совместно с Грёнефельд она проходит в четвертьфинал, а в миксте, выступив с румыном Хорией Текэу, смогла выйти в финал. В феврале Коко сыграла в 1/4 финала на турнире в Дубае. В марте она выиграла первый парный титул WTA и сразу это происходит на престижном турнире в Индиан-Уэллсе, где она сыграла в одной команде с Бетани Маттек-Сандс. В мае на кортах Ролан Гаррос американка проиграла во втором раунде Ирине-Камелии Бегу. В июне она во второй раз в карьере выигрывает одиночный титул WTA и вновь это произошло на травяном турнире в Хертогенбосе. В финале этих соревнований Вандевеге переигрывает француженку Кристину Младенович — 7-5, 7-5. Ещё на одном турнире на траве в Бирмингеме она смогла выйти в полуфинал и победить в первом раунде третью ракетку мира Агнешку Радваньскую 7-5, 4-6, 6-3. В рейтинге она впервые попадает в Топ-30.
В третьем раунде Уимблдонского турнира 2016 года Вандевеге удалось выбить с турнира шестую сеяную на турнире Роберту Винчи 6-3, 6-4, но в четвёртом раунде она сама проиграла россиянке Анастасии Павлюченковой 3-6, 3-6. В августе Коко приняла участие в первой в своей карьере Олимпиаде, которая проводилась в Рио-де-Жанейро. Она сыграла только в женских парных соревнованиях, где в паре с Бетани Маттек-Сандс проигрывает на стадии второго раунда. После Олимпиады совместно с Мартиной Хингис она сыграла в парном финале турнира в Цинциннати. На Открытом чемпионате США её дуэт с Хингис смог выйти в полуфинал, а в миксте в альянсе с Радживом Рамом Вандевеге попадает в финал. В одиночном разряде она проиграла в первом же раунде.

### 2017—2018 (полуфиналы в Австралии и США, победа в Кубке Федерации, парный титул в США)

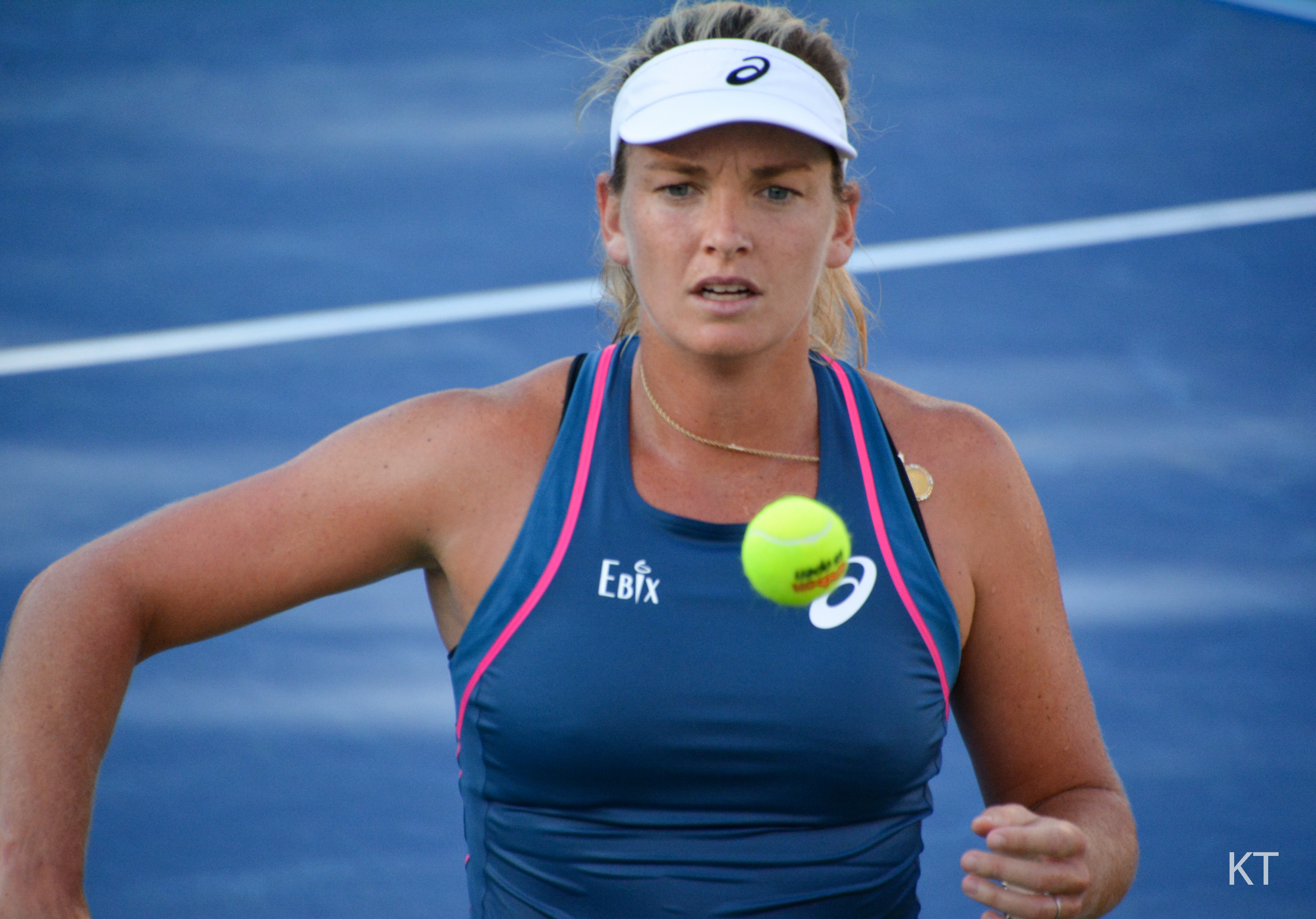
Вандевеге на Открытом чемпионате США 2018 года

На старте сезона 2017 года Вандевеге сыграла на неофициальном командном турнире Кубок Хопмана, где в альянсе с Джеком Соком смогла вывести команду США в финал турнира. На Открытом чемпионате Австралии она смогла показать сильную игру и выйти в дебютный полуфинал Большого шлема. Пройдя в двух сетах первых двух соперниц, в третьем раунде Коко обыграла в трёх сетах Эжени Бушар и завоевало право сыграть против первой ракетки мира Анжелики Кербер. Вандевеге смогла впервые победить № 1 в мире, обыграв Кербер со счётом 6-2, 6-3. В 1/4 финала она сразилась с № 7 в мире Гарбиньей Мугурусой и превзошла её со счётом 6-4, 6-0. В матче за выход в финал Вандевеге проиграла более опытной соотечественнице Винус Уильямс в трёх сетах. Выступление в Австралии позволили американке впервые войти в топ-20 мирового рейтинга.
После хорошего выступления в Мельбурне Вандевеге долго не показывала заметных результатов и первого четвертьфинала достигла уже в мае на грунтовом Премьер-турнире высшей категории в Мадриде. После вылета в первом раунде на Ролан Гаррос она сыграла в Бирмингеме, где прошла в 1/4 финала (в первом раунде обыграла № 7 в мире Йоханну Конта). Такого же результата Вандевеге смогла добиться и на Уимблдонском турнире, обыграв в матче четвёртого раунда № 6 в мире Каролину Возняцки. Американскую хардовую часть сезона она начала с хорошего выступления на турнире в Станфорде, где в одиночном разряде вышла в финал, но проиграла в нём Мэдисон Киз, а в парном разряде смогла победить в партнёрстве с Абигейл Спирс. На Открытом чемпионате США Вандевеге второй раз в сезоне смогла выйти в полуфинал Большого шлема. Для этого вновь потребовалось одержать победу над первой ракеткой мира. Коко выиграла четыре матча, в том числе у Агнешки Радваньской и Луции Шафаржовой, перед тем как в четвертьфинале обыграть № 1 в мире на тот момент Каролину Плишкову (7-6, 6-3). В борьбе за попадание в финал она довольно легко проиграла Мэдисон Киз, взяв за два сета только три гейма. Также на Открытом чемпионате США она смогла дойти до полуфинала в миксте в паре с Хорией Текэу.
В концовке сезона 2017 года Вандевеге сыграла на втором по значимости Итоговом турнире Трофей элиты WTA. Обыграв Пэн Шуай, Елену Веснину и в полуфинале Эшли Барти, она смогла сыграть в финальном матче, в котором уступила немке Юлии Гёргес. Этот результат позволил американке впервые подняться в топ-10 одиночного рейтинга. На протяжении сезона Вандевеге активно привлекалась к играм за сборную США В Кубке Федерации и смогла внести основной вклад в победу своей сборной. За три раунда, включая финал против сборную Беларуси, она выиграла все свои матчи (шесть одиночных и две парных победы). В финале она выиграла две одиночные встречи и парную совместно с Шелби Роджерси, таким образом, сборная США победила Беларусь со счётом 3-2 и впервые с 2000 года одержала победу в Кубке Федерации.
После успешно проведенного сезона, в 2018 году у Вандевеге произошёл спад. В начале сезона прошлогодние результаты позволили ей подняться на самую высокую в карьере — 9-ю строчку одиночного рейтинга. Открытый чемпионат Австралии для сеянной 10-й Коко Вандевеге завершился в первом круге поражением от соперницы из Венгрии Тимеа Бабош. Неудачные выступления начала сезона в одиночном разряде компенсировались хорошими результатами в парных выступлениях. В марте на престижном турнире в Майами Вандевеге в дуэте с Эшли Барти смогла выиграть главный парный приз.
С началом грунтового отрезка сезона 2018 года Вандевеге удалось выйти в первый финал в сезоне в одиночном разряде. Произошло это на турнире премьер-серии в Штутгарте. По ходу турнира она смогла обыграть сразу трёх теннисисток из топ-10 (Слоан Стивенс, Симона Халеп (№ 1 в мире) и Каролин Гарсия). В решающем матче Коко проиграла Каролине Плишковой. В июне она дошла до полуфинала турнира в Хертогенбосе, где проиграла сербке Александре Крунич. В дальнейшем с 19 июня до конца года Вандевеге не смогла выиграть ни одного матча в одиночном разряде, проиграв восемь матчей подряд. Зато в парном разряде она смогла выиграть первый в карьере титул Большого шлема, который она взяла на Открытом чемпионате США в дуэте с Эшли Барти. По ходу турнира они смогли обыграть третьих (Сестини Главачкова и Стрыцова), первых (Крейчикова и Синякова) и вторых (Бабош и Младенович) номеров посева.
| Стадия  | Соперницы (посев)                              | Рейтинг  | Счёт              |
| 1 раунд | Ван Цян Ван Яфань                              | 127 / 79 | 6-3 6-0           |
| 2 раунд | Моника Адамчак Дезире Кравчик                  | 54 / 74  | 6-2 7-5           |
| 3 раунд | Андреа Сестини Главачкова Барбора Стрыцова (3) | 6 / 9    | 6-3 6-3           |
| 1/4     | Ирина Хромачёва Далила Якупович                | 55 / 50  | 6-2 6-3           |
| 1/2     | Барбора Крейчикова Катерина Синякова (1)       | 5 / 2    | 6-4 7-6(6)        |
| Финал   | Тимея Бабош Кристина Младенович (2)            | 1 / 8    | 3-6 7-6(2) 7-6(6) |

После выступления в США остаток сезона 2018 года Вандевеге провела не слишком удачно, сыграв немного турнирах. В конце сезона она с Барти отправилась на Итоговый парный турнир, где в полуфинале у них взяли реванш за поражение в Нью-Йорке Бабош и Младенович. Вандевеге в 2018 году привлекалась к участию в Кубке Федерации в четвертьфинале и полуфинале, однако на финал против сборной Чехии (американки уступили 0-3). В конце октября она поднялась на самую высокую в карьере позицию в парном рейтинге, заняв 14-е место.

### 2019—2021 (травма и возвращение на корт)
Первую половину сезона 2019 года Вандевеге была вынуждена пропустить из-за травмы лодыжки. Возвращение на корт состоялось в конце июля на турнире в Сан-Хосе. На Открытом чемпионате США она проиграла в первом раунде соотечественнице Софии Кенин. Осенью она играла на турнирах из цикла ITF и дошла до одного финала 60-тысячнике в США. В ноябре она добавила к этому финал турнира младшей серии WTA 125 в Хьюстоне.
Обретение формы заняло долгое время. Первого полуфинала после травмы в основном туре в одиночном разряде она достигла в июне 2021 года на траве в Бирмингеме, начав выступления с квалификации. Затем на Уимблдоне она выиграла первый с 2018 года матч на Большом шлеме в основной сетке и вышла во второй раунд. Осенью Вандевеге в дуэте с Кэролайн Доулхайд вышла в парный финал турнира в Чикаго. В конце сезона она сыграла в финальном турнире Кубка Билли Джин Кинг за сборную США, но проиграла все три, доверенные ей, парные встречи.

## Итоговое место в рейтинге WTA по годам
| Год  | Одиночный рейтинг | Парный рейтинг |
| 2023 | 414               | 272            |
| 2022 | 126               | 356            |
| 2021 | 173               | 155            |
| 2020 | 213               | 217            |
| 2019 | 332               | 201            |
| 2018 | 104               | 14             |
| 2017 | 10                | 63             |
| 2016 | 37                | 18             |
| 2015 | 37                | 55             |
| 2014 | 40                | 195            |
| 2013 | 110               | 110            |
| 2012 | 95                | 493            |
| 2011 | 127               | 244            |
| 2010 | 114               | 308            |
| 2009 | 354               | 306            |
| 2008 | 405               | 960            |
| 2007 | 746               |                |

## Выступления на турнирах

### Финалы Итоговых турнировWTAв одиночном разряде (1)

#### Поражения (1)
| №  | Год  | Турнир           | Покрытие   | Соперница в финале | Счёт    |
| 1. | 2017 | Трофей элиты WTA | Хард (зал) | Юлия Гёргес        | 5-7 1-6 |

### Финалы турнировWTAв одиночном разряде (6)

#### Победы (2)
| Легенда:                                     |
| -------------------------------------------- |
| Турниры Большого шлема (0+1)*                |
| Олимпиада (0)                                |
| Итоговый турнир WTA (0)                      |
| Трофей элиты WTA (0)                         |
| Premier Mandatory / WTA 1000 Mandatory (0+2) |
| Premier 5 / WTA 1000 (0)                     |
| Premier / WTA 500 (0+1)                      |
| International / WTA 250 (2)                  |

| Титулы по покрытиям | Титулы по месту проведения матчей турнира |
| ------------------- | ----------------------------------------- |
| Хард (0+4)*         | Зал (0)                                   |
| Грунт (0)           | Зал (0)                                   |
| Трава (2)           | Открытый воздух (2+4)                     |
| Ковёр (0)           | Открытый воздух (2+4)                     |

* количество побед в одиночном разряде + количество побед в парном разряде.
| №  | Дата         | Турнир                      | Покрытие | Соперница в финале  | Счёт    |
| 1. | 21 июня 2014 | Хертогенбос, Нидерланды     | Трава    | Чжэн Цзе            | 6-2 6-4 |
| 2. | 11 июня 2016 | Хертогенбос, Нидерланды (2) | Трава    | Кристина Младенович | 7-5 7-5 |

#### Поражения (4)
| №  | Дата           | Турнир             | Покрытие    | Соперница в финале | Счёт       |
| 1. | 15 июля 2012   | Станфорд, США      | Хард        | Серена Уильямс     | 5-7 3-6    |
| 2. | 6 августа 2017 | Станфорд, США (2)  | Хард        | Мэдисон Киз        | 6-7(4) 4-6 |
| 3. | 5 ноября 2017  | Трофей элиты WTA   | Хард (зал)  | Юлия Гёргес        | 5-7 1-6    |
| 4. | 29 апреля 2018 | Штутгарт, Германия | Грунт (зал) | Каролина Плишкова  | 6-7(2) 4-6 |

### Финалы турнировWTA 125иITFв одиночном разряде (8)

#### Победы (3)
| Легенда:                    |
| --------------------------- |
| WTA 125 (1+1)*              |
| 100.000 USD (0)             |
| 80.000 (75.000)** USD (0+2) |
| 60.000 (50.000)** USD (1+4) |
| 25.000 USD (1)              |
| 15.000 (10.000)** USD (0)   |

** призовой фонд до 2017 года
| Титулы по покрытиям | Титулы по месту проведения матчей турнира |
| ------------------- | ----------------------------------------- |
| Хард (3+5)*         | Зал (0+1)                                 |
| Грунт (0+1)         | Зал (0+1)                                 |
| Трава (0+1)         | Открытый воздух (3+6)                     |
| Ковёр (0)           | Открытый воздух (3+6)                     |

* количество побед в одиночном разряде + количество побед в парном разряде.
| №  | Дата            | Турнир        | Покрытие | Соперница в финале | Счёт        |
| 1. | 30 мая 2010     | Карсон, США   | Хард     | Кристи Ан          | 6-1 6-3     |
| 2. | 13 июня 2010    | Эль-Пасо, США | Хард     | Рёко Фуда          | 6-2 6-1     |
| 3. | 14 августа 2022 | Конкорд, США  | Хард     | Бернарда Пера      | 6-3 5-7 6-4 |

#### Поражения (5)
| №  | Дата             | Турнир                    | Покрытие   | Соперница в финале | Счёт           |
| 1. | 10 июня 2012     | Ноттингем, Великобритания | Трава      | Урсула Радваньская | 1-6 6-4 1-6    |
| 2. | 29 сентября 2013 | Лас-Вегас, США            | Хард       | Мелани Уден        | 7-5 3-6 3-6    |
| 3. | 27 октября 2013  | Сагеней, Канада           | Хард (зал) | Унс Джабир         | 7-6(0) 3-6 3-6 |
| 4. | 29 сентября 2019 | Темплтон, США             | Хард       | Шелби Роджерс      | 6-4 2-6 3-6    |
| 5. | 17 ноября 2019   | Хьюстон, США              | Хард       | Кирстен Флипкенс   | 6-7(4) 4-6     |

### Финалы турниров Большого шлема в парном разряде (1)

#### Победы (1)
| №  | Год  | Турнир                 | Покрытие | Партнёр    | Соперницы в финале              | Счёт              |
| 1. | 2018 | Открытый чемпионат США | Хард     | Эшли Барти | Тимея Бабош Кристина Младенович | 3-6 7-6(2) 7-6(6) |

### Финалы турнировWTAв парном разряде (7)

#### Победы (4)
| №  | Дата            | Турнир                 | Покрытие | Партнёрша           | Соперницы в финале                   | Счёт              |
| 1. | 20 марта 2016   | Индиан-Уэлс, США       | Хард     | Бетани Маттек-Сандс | Юлия Гёргес Каролина Плишкова        | 4-6 6-4 [10-6]    |
| 2. | 6 августа 2017  | Станфорд, США          | Хард     | Абигейл Спирс       | Ализе Корне Алиция Росольская        | 6-2 6-3           |
| 3. | 1 апреля 2018   | Майами, США            | Хард     | Эшли Барти          | Барбора Крейчикова Катерина Синякова | 6-2 6-1           |
| 4. | 9 сентября 2018 | Открытый чемпионат США | Хард     | Эшли Барти          | Тимея Бабош Кристина Младенович      | 3-6 7-6(2) 7-6(6) |

#### Поражения (3)
| №  | Дата             | Турнир          | Покрытие | Партнёрша         | Соперницы в финале                   | Счёт    |
| 1. | 21 августа 2016  | Цинциннати, США | Хард     | Мартина Хингис    | Саня Мирза Барбора Стрыцова          | 5-7 4-6 |
| 2. | 3 октября 2021   | Чикаго, США     | Хард     | Кэролайн Доулхайд | Андреа Петкович Квета Пешке          | 3-6 1-6 |
| 3. | 16 сентября 2023 | Сан-Диего, США  | Хард     | Даниэль Коллинз   | Барбора Крейчикова Катерина Синякова | 1-6 4-6 |

### Финалы турнировWTA 125иITFв парном разряде (7)

#### Победы (7)
| №  | Дата             | Турнир                  | Покрытие   | Партнёрша         | Соперницы в финале              | Счёт            |
| 1. | 14 ноября 2010   | Финикс, США             | Хард (зал) | Татьяна Лужанская | Джулия Босеруп Слоан Стивенс    | 7-5 6-4         |
| 2. | 28 апреля 2013   | Шарлотсвилл, США        | Грунт      | Никола Слейтер    | Николь Гиббс Шелби Роджерс      | 6-3 7-6(4)      |
| 3. | 22 сентября 2013 | Альбукерке, США         | Хард       | Элени Данилиду    | Тейлор Таунсенд Мелани Уден     | 6-4 7-6(2)      |
| 4. | 29 сентября 2013 | Лас-Вегас, США          | Хард       | Тамира Пашек      | Дениз Мюрсан Кейтлин Хуриски    | 6-4 6-2         |
| 5. | 3 ноября 2013    | Нью-Браунфелс, США      | Хард       | Анна Татишвили    | Эйжа Мухаммад Тейлор Таунсенд   | 3-6 6-3 [13-11] |
| 6. | 4 июня 2015      | Истборн, Великобритания | Трава      | Шелби Роджерс     | Джоселин Рэй Анна Смит          | 7-5 7-6(1)      |
| 7. | 14 августа 2022  | Конкорд, США            | Хард       | Варвара Флинк     | Пеангтарн Плипыч Моюка Утидзима | 6-3 7-6(3)      |

### Финалы турниров Большого шлема в смешанном парном разряде (2)

#### Поражения (2)
| №  | Год  | Турнир                       | Покрытие | Партнёрша   | Соперники в финале         | Счёт           |
| 1. | 2016 | Открытый чемпионат Австралии | Хард     | Хория Текэу | Елена Веснина Бруно Соарес | 4-6 6-4 [5-10] |
| 2. | 2016 | Открытый чемпионат США       | Хард     | Раджив Рам  | Лаура Зигемунд Мате Павич  | 4-6 4-6        |

### Финалы командных турниров (3)

#### Победы (1)
| №  | Год  | Турнир          | Команда                               | Соперник в финале                | Счёт |
| 1. | 2017 | Кубок Федерации | США К.Вандевеге, Ш.Роджерс, С.Стивенс | Беларусь А.Соболенко, А.Соснович | 3-2  |

#### Поражения (2)
| №  | Год  | Турнир          | Команда                                 | Соперник в финале               | Счёт |
| 1. | 2010 | Кубок Федерации | США К.Вандевеге, М.Уден, Б.Маттек-Сандс | Италия Ф.Пеннетта, Ф.Скьявоне   | 1-3  |
| 2. | 2017 | Кубок Хопмана   | США · К.Вандевеге, Дж. Сок              | Франция · К.Младенович, Р.Гаске | 1-2  |

## История выступлений на турнирах
По состоянию на 9 октября 2023 года
Для того, чтобы предотвратить неразбериху и удваивание счета, информация в этой таблице корректируется только по окончании турнира или по окончании участия там данного игрока.
| Турнир                       | 2007  | 2008  | 2009  | 2010  | 2011  | 2012  | 2013  | 2014  | 2015  | 2016  | 2017  | 2018  | 2019  | 2020          | 2021          | 2022          | 2023  | Итог   | В/П за карьеру |
| ---------------------------- | ----- | ----- | ----- | ----- | ----- | ----- | ----- | ----- | ----- | ----- | ----- | ----- | ----- | ------------- | ------------- | ------------- | ----- | ------ | -------------- |
| Турниры Большого шлема       |       |       |       |       |       |       |       |       |       |       |       |       |       |               |               |               |       |        |                |
| Открытый чемпионат Австралии | -     | -     | -     | 1Р    | 1Р    | К     | 1Р    | К     | 3Р    | 1Р    | 1/2   | 1Р    | -     | 1Р            | -             | К             | 1Р    | 0 / 9  | 7-9            |
| Открытый чемпионат Франции   | -     | -     | -     | -     | 1Р    | К     | 1Р    | 2Р    | 1Р    | 2Р    | 1Р    | 2Р    | -     | -             | К             | К             | К     | 0 / 7  | 3-7            |
| Уимблдонский турнир          | -     | -     | -     | -     | 1Р    | 1Р    | 1Р    | 2Р    | 1/4   | 4Р    | 1/4   | 1Р    | -     | НП            | 2Р            | 1Р            | К     | 0 / 10 | 13-10          |
| Открытый чемпионат США       | К     | 1Р    | К     | 1Р    | 2Р    | 1Р    | 2Р    | 2Р    | 2Р    | 1Р    | 1/2   | 1Р    | 1Р    | -             | 1Р            | 1Р            | К     | 0 / 13 | 9-13           |
| Итог                         | 0 / 0 | 0 / 1 | 0 / 0 | 0 / 2 | 0 / 4 | 0 / 2 | 0 / 4 | 0 / 3 | 0 / 4 | 0 / 4 | 0 / 4 | 0 / 4 | 0 / 1 | 0 / 1         | 0 / 2         | 0 / 2         | 0 / 1 | 0 / 39 |                |
| В/П в сезоне                 | 0-0   | 0-1   | 0-0   | 0-2   | 1-4   | 0-2   | 1-4   | 3-3   | 7-4   | 4-4   | 14-4  | 1-4   | 0-1   | 0-1           | 1-2           | 0-2           | 0-1   |        | 32-39          |
| Итоговые турниры             |       |       |       |       |       |       |       |       |       |       |       |       |       |               |               |               |       |        |                |
| Трофей элиты                 | -     | -     | -     | -     | -     | -     | -     | -     | -     | -     | Ф     | -     | -     | Не проводился | Не проводился | Не проводился |       | 0 / 1  | 3-1            |

К — проиграла в отборочном турнире.
| Турнир                       | 2008  | 2010          | 2011          | 2013          | 2014          | 2015          | 2016  | 2017          | 2018          | 2019          | 2021  | 2022          | 2023          | Итог   | В/П за карьеру |
| ---------------------------- | ----- | ------------- | ------------- | ------------- | ------------- | ------------- | ----- | ------------- | ------------- | ------------- | ----- | ------------- | ------------- | ------ | -------------- |
| Турниры Большого шлема       |       |               |               |               |               |               |       |               |               |               |       |               |               |        |                |
| Открытый чемпионат Австралии | -     | -             | -             | -             | -             | 1Р            | 1/4   | 2Р            | 1Р            | -             | -     | -             | -             | 0 / 4  | 3-4            |
| Открытый чемпионат Франции   | -     | -             | 1Р            | -             | -             | 1Р            | 2Р    | 1Р            | 1Р            | -             | 1Р    | -             | -             | 0 / 6  | 1-6            |
| Уимблдонский турнир          | -     | -             | -             | -             | -             | 3Р            | -     | 1Р            | -             | -             | 1Р    | 3Р            | -             | 0 / 4  | 4-4            |
| Открытый чемпионат США       | 1Р    | 2Р            | -             | 2Р            | 2Р            | 1/2           | 1/2   | 1Р            | П             | 1Р            | 1Р    | 1Р            | 1Р            | 1 / 12 | 17-11          |
| Итог                         | 0 / 1 | 0 / 1         | 0 / 1         | 0 / 1         | 0 / 1         | 0 / 4         | 0 / 3 | 0 / 4         | 1 / 3         | 0 / 1         | 0 / 3 | 0 / 2         | 0 / 1         | 1 / 26 |                |
| В/П в сезоне                 | 0-1   | 1-1           | 0-1           | 1-1           | 1-1           | 6-4           | 7-3   | 1-4           | 6-2           | 0-1           | 0-3   | 2-2           | 0-1           |        | 25-25          |
| Итоговые турниры             |       |               |               |               |               |               |       |               |               |               |       |               |               |        |                |
| Итоговый турнир WTA          | -     | -             | -             | -             | -             | -             | -     | -             | 1/2           | -             | -     | -             |               | 0 / 1  | 1-1            |
| Олимпийские игры             |       |               |               |               |               |               |       |               |               |               |       |               |               |        |                |
| Летняя олимпиада             | -     | Не проводился | Не проводился | Не проводился | Не проводился | Не проводился | 2Р    | Не проводился | Не проводился | Не проводился | -     | Не проводился | Не проводился | 0 / 1  | 1-1            |

К — проиграла в отборочном турнире.